# フォンシ・ニエト
フォンシ・ニエト ( Fonsi Nieto, 本名アルフォンソ・ゴンサレス・ニエト Alfonso 'Matao' Gonzalez Nieto, 1978年12月2日 - ) は、スペイン・マドリード出身のオートバイレーサー。ロードレース世界選手権で延べ13の世界タイトルを獲得したアンヘル・ニエトの甥にあたる。フォンシはロードレース世界選手権250ccクラスで活躍した後スーパーバイク世界選手権に参戦し、現役最後の2010年シーズンはロードレース世界選手権Moto2クラスに参戦した。

## 経歴

### キャリア初期 - GP250ccクラス
フォンシはスペインの国内ロードレース選手権に参戦し、1998年には125ccクラスの、1999年と2000年には250ccクラスのチャンピオンを獲得した。1999年には国内選手権と並行してロードレース世界選手権250ccクラスに、ヤマハ・TZ250を駆ってフル参戦を開始し、2000年にはエストリルで6位、シリーズランキングでは14位の成績を残した。
2001年にはマシンをアプリリアに乗り換え、第12戦バレンシアと第15戦セパンでは3位表彰台を獲得、シリーズ5位に入る活躍を見せた。
2002年はフォンシにとって250ccクラスでのベストシーズンとなった。第3戦スペインGPでの初優勝を皮切りにシーズン4勝を挙げ、マルコ・メランドリに次ぐシリーズランキング2位を獲得した。
翌2003年はドニントンでの1勝に留まりシリーズ5位、2004年は未勝利でシリーズ7位に終わり、フォンシはこのシーズンをもって一旦GPを去ることになった。

### スーパーバイク世界選手権
2005年シーズンよりフォンシはスーパーバイク世界選手権に活動の場を移した。カラッチ・チームでドゥカティを駆り、デビューシーズンをシリーズランキング17位で終えた。
2006年にはPSG・カワサキチームに移籍。第9戦アッセンのレース2で初表彰台3位を獲得、そのアッセンのレース1で初優勝を果たしたチームメイトのクリス・ウォーカーに次ぐシリーズランキング10位に入った。
2007年は最終戦マニクールのレース2で3位を獲得、シリーズランキングでは12位になった。第11戦ラウジッツリンクではウェットセッションとなった予選(スーパーポール)で、開始直後の一瞬のドライ路面を逃さずに絶妙のタイミングでのタイムアタックに成功し、自身初のポールポジションを獲得した。
また2007年には重傷を負ったオリビエ・ジャックの代役として、カワサキ・レーシング・チームから第5戦フランスGP1戦のみに出場、決勝は11位でMotoGPクラスデビューを果たした。
2008年シーズンはアルスター・スズキに移籍すると、いきなり開幕戦カタールのレース2で初優勝を果たす活躍を見せた。シリーズランキングではチームメイトのマックス・ノイキルヒナーに次ぎ、もう一人のチームメイトの加賀山就臣を上回る6位の成績を残した。
2009年シーズン、アルスター・チームは3台から2台に体制を縮小することになり、フォンシは加賀山を上回る成績を残していたにもかかわらずシートを失うことになってしまった。しかしアルスターに残留したノイキルヒナーが第5戦モンツァで重傷を負ったため、フォンシは代役として次戦キャラミよりチームに復帰、3ラウンドを戦った。ところがその代役の座もケビン・シュワンツの支援を受けたアメリカ人ライダー、ブレイク・ヤングに奪われることとなった。これにより1戦だけ失業状態になったフォンシだったが、第10戦ブルノからはDFXコルセチームと契約し、重傷を負って長期欠場中のレジス・ラコーニの代役として、デビューシーズンの2005年以来久しぶりにドゥカティのマシンに乗ることになった。結局このシーズンは14ラウンド中8ラウンドの出場となり、シリーズランキングは21位に終わった。

### Moto2クラス - 引退
2010年シーズン、フォンシはロードレース世界選手権に復帰を果たした。250ccクラス後継のMoto2クラスに、いとこのヘレテ・ニエト、パブロ・ニエト兄弟が運営するG22レーシングから、モリワキのマシンを駆って参戦。第8戦ドイツGPで同じGP復帰組のロベルト・ロルフォと表彰台を巡ってのバトルを展開し4位に入ったのがベストリザルトで、年間ランキングでは18位となった。
2011年シーズンもチームに残留する予定であったが、前年のインディアナポリスGPで骨折した左足の距骨と踵骨の回復具合が思わしくなく、2011年2月7日、フォンシは現役引退を発表した。

## 主なレース戦績

### ロードレース世界選手権
| シーズン | クラス | バイク     | 出走 | 優勝 | 表彰台 | PP | FL | ポイント | 順位 |
| -------- | ------ | ---------- | ---- | ---- | ------ | -- | -- | -------- | ---- |
| 1997年   | 125cc  | アプリリア | 1    | 0    | 0      | 0  | 0  | 0        | -    |
| 1998年   | 125cc  | アプリリア | 3    | 0    | 0      | 0  | 0  | 0        | -    |
| 1999年   | 250cc  | ヤマハ     | 16   | 0    | 0      | 0  | 0  | 10       | 23位 |
| 2000年   | 250cc  | ヤマハ     | 16   | 0    | 0      | 0  | 0  | 35       | 14位 |
| 2001年   | 250cc  | アプリリア | 15   | 0    | 2      | 2  | 0  | 167      | 5位  |
| 2002年   | 250cc  | アプリリア | 16   | 4    | 9      | 9  | 6  | 241      | 2位  |
| 2003年   | 250cc  | アプリリア | 16   | 1    | 6      | 1  | 1  | 194      | 5位  |
| 2004年   | 250cc  | アプリリア | 16   | 0    | 1      | 0  | 0  | 124      | 7位  |
| 2007年   | MotoGP | カワサキ   | 1    | 0    | 0      | 0  | 0  | 5        | 22位 |
| 2010年   | Moto2  | モリワキ   | 15   | 0    | 0      | 0  | 0  | 45       | 18位 |
| 合計     |        |            | 115  | 5    | 18     | 12 | 7  | 821      |      |

### スーパーバイク世界選手権
| シーズン | バイク                             | 出走 | 優勝 | 表彰台 | PP | FL | ポイント | シリーズ順位 |
| -------- | ---------------------------------- | ---- | ---- | ------ | -- | -- | -------- | ------------ |
| 2005年   | ドゥカティ・999                    | 19   | 0    | 0      | 0  | 0  | 37       | 17位         |
| 2006年   | カワサキ・ニンジャZX-10R           | 24   | 0    | 1      | 0  | 0  | 139      | 10位         |
| 2007年   | カワサキ・ニンジャZX-10R           | 25   | 0    | 1      | 1  | 0  | 125      | 12位         |
| 2008年   | スズキ・GSX-R1000                  | 28   | 1    | 3      | 0  | 1  | 256      | 6位          |
| 2009年   | スズキ・GSX-R1000 ドゥカティ・1198 | 16   | 0    | 0      | 0  | 0  | 22       | 21位         |
| 合計     |                                    | 112  | 1    | 5      | 1  | 1  | 579      |              |